# 李汝祥
李汝祥（？—？），江西九江府瑞昌縣人，明朝政治人物。李華曾孫。

## 生平
萬曆七年（1579年）己卯科江西鄉試舉人，萬曆二十八年（1600年）任廣東新安縣知縣。